# 奉诚可汗
奉诚可汗（？—795年3月21日），名阿啜，药罗葛氏，是回鹘汗國的第六任可汗，在位時間為790-795年，他是忠貞可汗的幼子。
790年三月，忠貞可汗被仆固怀恩的孙女、少可敦叶公主毒死，忠貞可汗的弟弟趁乱即位。大将颉干迦斯从西征吐蕃的前线返还，杀死篡位者。忠貞可汗的幼子阿啜被次相𨁂跌骨咄禄等大臣拥立为新可汗，称汩咄录毗伽可汗（古突厥文拉丁轉寫：Qutluğ Bilge Qağan）。依俗复娶咸安公主，遣使赴唐。唐朝册封他为奉诚可汗。同年秋，大相颉干迦斯以兵五万攻吐蕃，谋复北庭，兵败，浮图川亦为葛逻禄所取，被迫迁西北各部到牙帐以南。颉干迦斯专权，唐朝的安西都护府、北庭都护府被吐蕃侵占，回鹘也趁机扩大领土。791年回鹘相继攻吐蕃、葛逻禄，遣使向唐献捷。唐貞元二十一年二月二十六日（795年3月21日），奉诚可汗死，无子。国人拥𨁂跌氏出身的骨咄禄为可汗，即怀信可汗。